# Єнс Столтенберг
Єнс Столтенберг, також Столтенберґ (норв. Jens Stoltenberg; нар. 16 березня 1959, Осло, Норвегія) — норвезький державний і політичний діяч. Прем'єр-міністр Норвегії (2000–2001 і 2005–2013), Генеральний секретар НАТО (2014—2024).

## Життєпис
Походить з відомої в норвезькій політиці родини. Його батько Торвалл Столтенберг обіймав посаду міністра закордонних справ Норвегії.
Почав свою кар'єру як журналіст у тоді впливовій газеті «Arbeiderbladet», що була офіційним рупором норвезьких лівих. Очолював молодіжне крило Норвезької робітничої партії у 1985–1989. Міністр торгівлі та енергетики у 1993–1996 в уряді Ґру Гарлем Брунтланн. Міністр фінансів у 1996–1997 в уряді Турб'єрна Ягланда.
У березні 2000 очолив уряд країни. Кабінет проіснував трохи більше року. На чергових парламентських виборах 10 вересня 2001 Норвезька робітнича партія отримала один зі своїх найгірших результатів за всю історію, набравши лише 24 відсотків голосів виборців.
В умовах внутрішньопартійної кризи змінив Турб'єрна Ягланда на посаді голови партії і очолив Норвезьку робітничу партію у 2002 році. Зміг привести її до перемоги на парламентських виборах. За результатами парламентських виборів 12 вересня 2005 Норвезька партія змогла сформувати керівну коаліцію з центристами і Соціалістичною лівою партією. 17 жовтня 2005 уряд під керівництвом Єнса Столтенберга розпочав роботу.
За результатами парламентських виборів, що пройшли 13 вересня 2009, Норвезька робітнича партія, разом зі своїми союзниками по коаліції, змогла отримати незначну більшість місць у парламенті, що дало можливість Єнсу Столтенбергу знову сформувати уряд. 20 жовтня 2009 Столтенберг представив новий склад кабінету міністрів країни. Одним із головних відмінностей нового складу уряду від колишнього була наявність повної гендерної рівності. Серед міністрів було десять чоловіків і десять жінок. 16 жовтня 2013 покинув посаду прем'єр-міністра внаслідок поразки його партії на парламентських виборах у вересні.

### Робота в НАТО
1 жовтня 2014 вступив на посаду Генерального секретаря НАТО. Він був обраний на цей пост 28 березня Північноатлантичною радою. У вересні 2014 заявив про те, що українське питання стане пріоритетним для нього.
Повноваження Єнса Столтенберга як генсека НАТО мали завершитись 30 вересня 2022 року, однак у березні 2022 року, через російське вторгнення в Україну, його повноваження продовжили ще на рік — до 30 вересня 2023 року.
У червні 2023 року країни НАТО погодилися продовжити мандат Столтенберґа. Та 30 серпня 2023 року він заявив, що не погодиться на продовження мандата.Він привітав переговори Британії, США та інших членів НАТО щодо дозволів ЗСУ на удари далекобійними ракетами вглиб Росії, заявивши, що рішення мають прийматися на рівні окремих союзників.
28 вересня Єнс прибув з неоголошеним візитом до Києва. 1 жовтня Столтенберг офіційно передав повноваження генерального секретаря НАТО колишньому премʼєр-міністру Нідерландів Марку Рютте.

### Після завершення повноважень
Після роботи на посаді генсека НАТО, Столтенберг має очолити центральний банк Норвегії, на цю посаду його запланували призначити 2022 року.

## Нагороди
- Орден князя Ярослава Мудрого I ст. (Україна, 4 вересня 2023) — за вагомий особистий внесок у зміцнення міждержавного співробітництва, підтримку державного суверенітету та територіальної цілісності України, популяризацію Української держави у світі[19]